# Jinshang
Jinshang (kinesiska: 锦尚) är en köping i sydöstra Kina. Den ligger i Shishi i staden Quanzhou i provinsen Fujian, omkring 160 kilometer söder om provinshuvudstaden Fuzhou. Antalet invånare är 33 396. Befolkningen består av 14 899 kvinnor och 18 497 män. Barn under 15 år utgör 12,0 %, vuxna 15-64 år 82 %, och äldre över 65 år 5,0 %.